# نهر طليب (نصار)
نهر طليب (بالفارسية: نهرطلیب) هي قرية تقع في إيران في قسم نصار الريفي. يقدر عدد سكانها بـ 230 نسمة .